# Едвардув (Козеницький повіт)
Едвардув (пол. Edwardów) — село в Польщі, у гміні Ґрабув-над-Пилицею Козеницького повіту Мазовецького воєводства.
Населення — 64 особи (2011).
У 1975-1998 роках село належало до Радомського воєводства.

## Демографія
Демографічна структура станом на 31 березня 2011 року:
|          | Загалом | Допрацездатний вік | Працездатний вік | Постпрацездатний вік |
| -------- | ------- | ------------------ | ---------------- | -------------------- |
| Чоловіки | 29      | 7                  | 19               | 3                    |
| Жінки    | 35      | 8                  | 17               | 10                   |
| Разом    | 64      | 15                 | 36               | 13                   |